# Flugplatz Berching

i7
i11
i13
Der Flugplatz Berching (ICAO-Code: EDNI) ist ein Sonderlandeplatz nördlich der Stadt Berching im Tal der Sulz in Bayern.
Er liegt unmittelbar neben dem Main-Donau-Kanal und dient hauptsächlich dem Segelflug.

## Geschichte
Der Platz wurde 1980 auf private Initiative hin errichtet und erhielt 2001 die Zulassung als Sonderlandeplatz für Segelflugzeuge, Motorsegler und Motorflugzeuge mit einem Höchstabfluggewicht von bis zu zwei Tonnen.